# Golden Lions
Maillots
Actualités
Les Golden Lions (afrikaans: Goue Leeus, Les lions d'or), également Fidelity ADT Golden Lions, sont une équipe sud-africaine de rugby à XV basée à Johannesbourg et qui participe chaque année à la Currie Cup. Elle joue en blanc et rouge à l’Ellis Park de Johannesbourg, dans la province du Gauteng. Ses joueurs sont susceptibles d’être retenus pour jouer avec les Lions, franchise du United Rugby Championship, avec qui elle partage ses infrastructures administratives et sportives.
L'équipe est fondée en 1889 sous le nom de Transvaal, du nom de la province, qu'elle garde jusqu'en 1993. Elle est ensuite renommée Lions, puis Gauteng Lions en 1997 et enfin Golden Lions depuis 1998.
Elle remporte la Currie Cup à 11 reprises et termine finaliste 13 fois. Elle est aussi la première province sud-africaine à avoir remporté le championnat des provinces de l’hémisphère sud, le Super 10, en 1993.

## Histoire

### Transvaal (1889-1993)

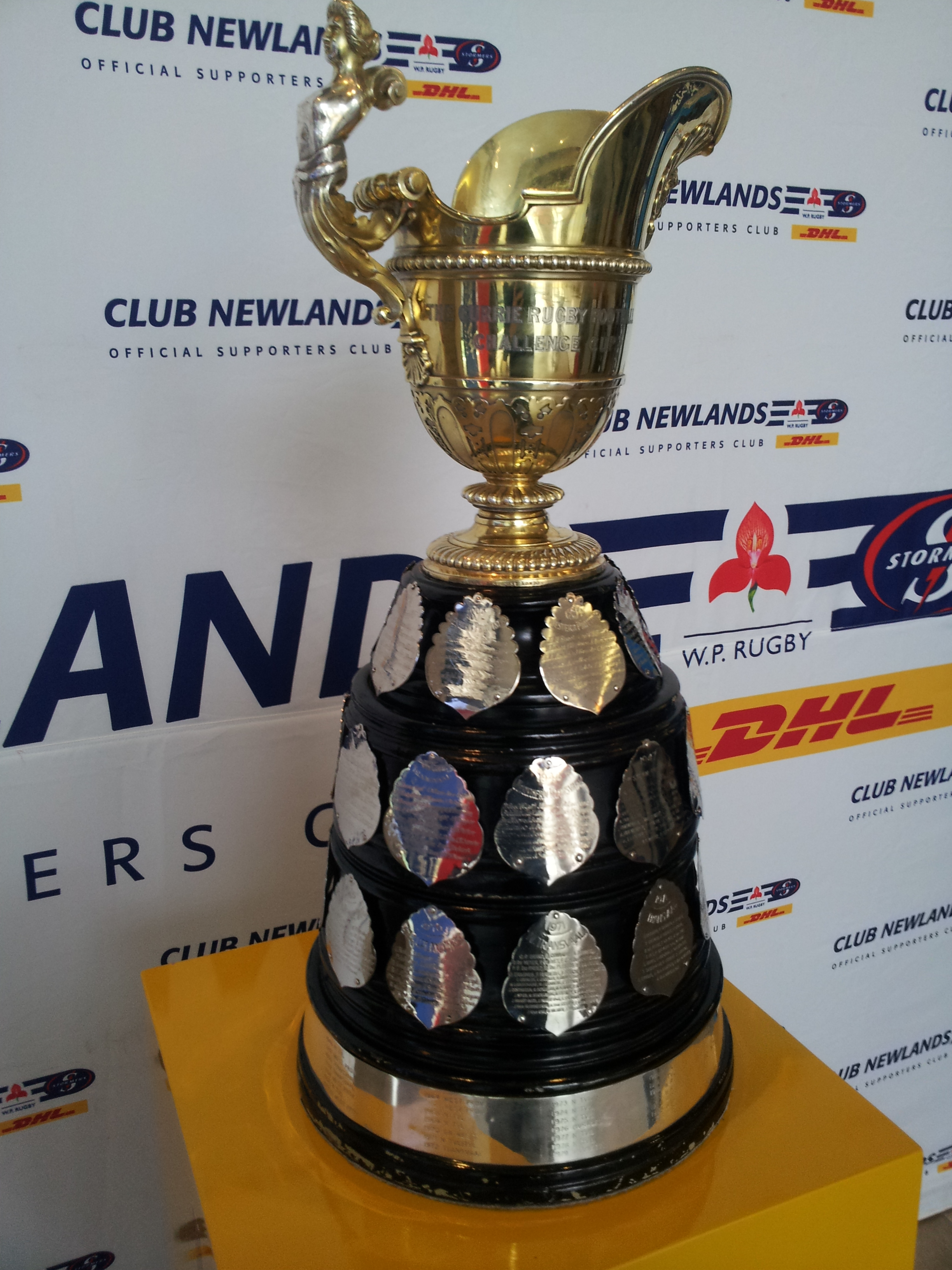
Trophée de la Currie Cup

Créée à une époque où le Transvaal était encore un État indépendant, la Transvaal Rugby Football Union est créée en janvier 1889, ce qui en fait la quatrième plus ancienne d'Afrique du Sud. Son objectif est de s'occuper des clubs de rugby à XV de la province du Gauteng (les Pirates, Wanderers, Pretoria, Potchefstroom et Kaffrarians). Son premier président élu est Bill Taylor (né en 1858). L'équipe se nomme ainsi « Transvaal », basé sur le nom de l'État, qui deviendra plus tard une province d'Afrique du Sud. Durant cette année 1898, est aussi créée la South African Rugby Board qui décide de créer un tournoi interprovincial. Pour sa première édition, il se déroule à Kimberley et oppose quatre équipes : la Western Province, l'Eastern Province, le Griqualand West et le Transvaal. Ainsi, quelques mois après sa création, le 31 août, est joué le premier match de l'histoire du Transvaal, contre les Griquas,.
Deux ans plus tard, en 1891, l'équipe d'Afrique du Sud est créée et joue ses premiers matchs contre les Lions britanniques qui effectuent leur deuxième tournée. Trois joueurs du Transvaal sont sélectionnés dans cette première équipe : Chubb Vigne, Tiger Devenish et Japie Louw. Les Springboks perdent leurs trois rencontres face aux Britanniques.
À partir de 1892, la Currie Cup est créée et le Transvaal y participe chaque année. La Western Province et les Griquas dominent les premières éditions de la compétition jusqu'en 1922, quand le Transvaal remporte à son tour la compétition pour la première fois de son histoire. À sa création, la Currie Cup prend la forme d'un championnat jusqu'en 1939, où a lieu la première finale. Elle oppose le Transvaal à la Western Province et est remportée sur le score de 17 à 6 par le Transvaal qui a pour capitaine Fanie Louw.
Au mois d'avril 1927, la Transvaal Rugby Football Union entre en négociations avec JD Ellis, un conseiller municipal de Johannesbourg, afin d'acquérir un peu plus de 5 hectares de terrain à Doornfontein. Cette proposition est acceptée et la construction du Ellis Park Stadium commence. L'année suivante est joué le premier match à domicile du Transvaal dans ce stade. L'équipe jouait jusqu'alors au Wanderers Stadium (en).
Lors de la première moitié du XXe siècle, la fédération du Transvaal s'est scindée à plusieurs reprises. Ces divisions ont conduit à la formation des équipes du Western Transvaal (actuellement l'équipe des Leopards) en 1920, du Northern Transvaal (Blue Bulls) en 1938, du Eastern Transvaal (Falcons) en 1947 et du South Eastern Transvaal (Pumas) en 1948.
En 1980 et 1981, l'Ellis Park Stadium connaît des travaux d'agrandissement afin d'augmenter sa capacité à 62 500 places. Le Transvaal retourne alors jouer temporairement dans son ancien stade, le Wanderers Sadium, durant les travaux,.
Au cours de l'année 1992, le Transvaal perd la finale de la Currie Cup face aux Natal Sharks, après une courte défaite 14 à 13. À six minutes de la fin du match, Theo van Rensburg manque une pénalité pourtant dans ses cordes, qui aurait pu donner la victoire aux siens. Ensuite, le Transvaal affronte une équipe italienne en tournée. Ce match se joue le 25 novembre 1992. Il s'agit du dernier match de l'équipe sous ce nom,.

### Lions et Gauteng Lions: participation au Super 10 et Super 12 (1993-1998)
Durant l'année 1993, le Transvaal change de nom pour devenir les « Lions ». Dans le même temps, les Lions sont intégrés au Super 10, une compétition à l'origine entre équipes australiennes et néo-zélandaises qui s'élargie en intégrant notamment trois équipes sud-africaines (les trois meilleurs de la dernière Currie Cup). Entraîné par Kitch Christie et emmené par des joueurs internationaux comme Hennie le Roux, Francois Pienaar (le capitaine), Pieter Hendriks, Kobus Wiese, Hannes Strydom ou encore Uli Schmidt, les Lions se qualifient jusqu'en finale où ils font face à Auckland, le 22 mai 1993,. L'équipe néo-zélandaise est aussi composée de nombreux joueurs internationaux tels Va'aiga Tuigamala, Lee Stensness, Terry Wright, Sean Fitzpatrick (le capitaine) ou Grant Fox. Les deux équipes forment la colonne vertébrale de l'Afrique du Sud et de la Nouvelle-Zélande. La rencontre est serrée, mais les Sud-Africains l'emportent 20 à 17 grâce à deux essais marqués par Schmidt et un par Pienaar, contre deux essais néo-zélandais inscrits par Tuigamala et Stensness. Les Lions remportent ainsi la toute première édition de cette nouvelle compétition et deviennent la première équipe sud-africaine à gagner une compétition transnationale,.
Plus tard dans l'année 1993, les Lions remportent aussi la Currie Cup, après une victoire en finale face aux Natal Sharks à Durban, devant 40 000 personnes. Il s'imposent 21 à 15 malgré une domination adverse, grâce à des essais marqués par Gavin Johnson et Uli Schmidt. L'année suivante, il remporte de nouveau la compétition en battant cette fois en finale l'Orange Free State, sur le score de 56 à 33. Il s'agit de leur deuxième victoire consécutive en finale de Currie Cup.
Les Lions échouent à se qualifient en finale du Super 10 en 1994, mais font leur retour en 1995 et affrontent les Australiens du Queensland qui s'imposent 30 à 16. Les Sud-Africains ne marquent qu'un seul essai, inscrit par Johan Roux, ce qui n'est pas suffisant pour revenir au score. Malgré cette défaite en finale, les Lions ont des très bons résultats en Super 10 depuis sa création deux ans plus tôt avec deux finales sur trois possibles. Cela peut s'expliquer par, en plus de la qualité de ses joueurs, un enthousiasme lié à l'importance de la compétition et aussi à la surprise que constituaient le style de jeu des équipes sud-africaines pour les équipes d'Océanie. La Coupe du monde 1995 suivant marque un tournant dans la domination de cette équipe. En effet, douze joueurs réguliers de l'équipe faisaient partie de l'équipe nationale victorieuse du Mondial, ce qui a entraîné une surcharge de matchs et une fatigue accumulée. Cette pression constante, exacerbée par l'émergence du professionnalisme dans le rugby, a affecté les performances de l'équipe. Le début de la Currie Cup 1995 est marqué par une grève des joueurs, permettant à la Eastern Province de s'imposer face à une équipe des Lions largement inexpérimentée. Cette défaite entraîne un retard de deux points dès le départ. La situation s'est ensuite aggravée avec une défaite serrée 18-12 contre Northern Transvaal à Ellis Park, éliminant ainsi les Lions de la compétition sans même avoir la possibilité de défendre leur titre sur le terrain. L'équipe avait pourtant réalisé de nombreux changements tactiques pour espérer se qualifier, en titularisant Chris Roussow à la place de James Dalton, en repositionnant Rudolf Straeuli en deuxième ligne, ou encore en réintégrant François Pienaar revenu de la Coupe du monde.
Les Lions se ressaisissent ainsi l'année suivante et font leur retour en finale de la Currie Cup 1996. Ils sont toutefois battus 33 à 15 par les Natal Sharks, alors qu'ils menaient 15 à 13, avant de se faire remonter à cause d'essais marqués par Jeremy Thomson et André Joubert qui inscrit un doublé. Ils font aussi leur débuts en Super 12, qui remplace le Super 10 avec l'arrivée du professionnalisme dans le rugby à XV mondial,.
En 1997, l'équipe est de nouveau renommée et devient les « Gauteng Lions ».

### Golden Lions (depuis 1998)
À partir de 1998, l'équipe est appelé les  « Golden Lions ». Elle se qualifie en finale de la toute première Vodacom Cup en 1998 qu'elle perd 57 à 0 face aux Griquas. L'année suivante, elle est de retour en finale de Vodacom Cup et prend sa revanche sur les Griquas en l'emportant très largement sur le score de 73 à 7. Elle regagne ensuite la Currie Cup, après cinq ans sans titres dans la compétition, après avoir battu les Natal Sharks 32 à 9. Alors que son adversaire était favori, ce dernier est privé de plusieurs de ses meilleurs joueurs avant la finale pour cause de blessure, dont : Gary Teichmann, André Joubert et Henry Honiball. Les deux équipes doivent aussi jouer sans les joueurs internationaux présents avec les Springboks lors de la Coupe du monde 1999. Profitant de toutes ces absences, les Golden Lions s'imposent assez facilement grâce à cinq essais marqués par AJ Venter, Thinus Delport (doublé), Chester Williams et Leon Boshoff.
En 2002, les Golden Lions remportent la Vodacom Cup en battant les Blue Bulls 54 à 38 en finale, puis perdent la finale de la Currie Cup face à cette même équipe. Les Golden Lions conservent ensuite leur titre les deux années qui suivent, en s'imposant à chaque fois contre les Blue Bulls en 2003 et en 2004.

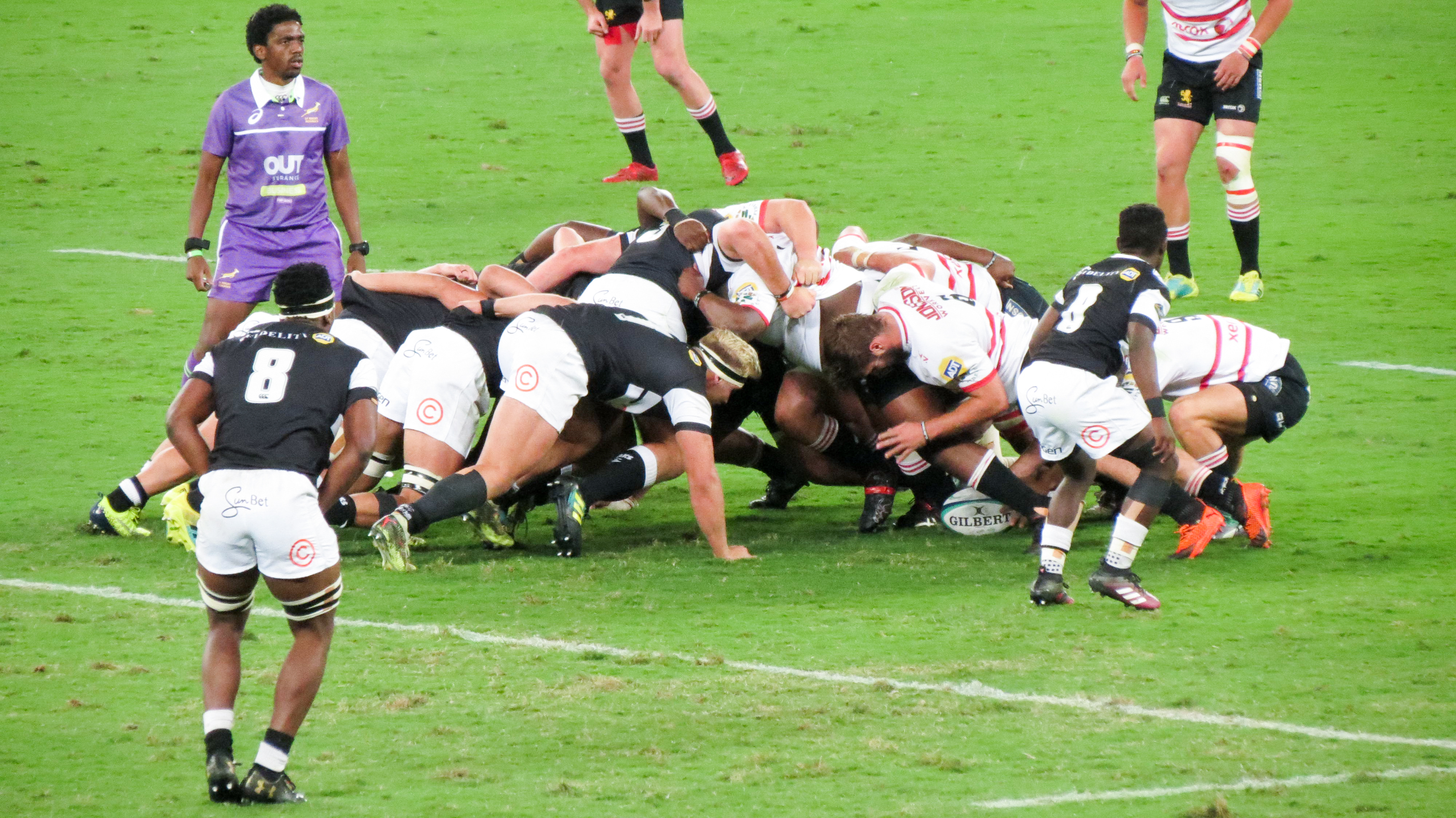
Les Golden Lions lors d'un match de Currie Cup

Quatre ans après leur dernière finale de Currie Cup, les Golden Lions ont une nouvelle chance de remporter la compétition en 2007. Ils doivent battre les Free State Cheetahs, double champion en titre. Les Golden Lions mènent au score durant toute la rencontre, profitant notamment de l'exclusion temporaire de Darron Nell, le troisième ligne centre adverse, pour marquer douze points, dont deux essais de Willie Wepener et Jano Vermaak. Cependant, à sept minutes de la fin de la rencontre, l'ailier Ryno Benjamin écope d'un carton jaune pour un plaquage dangereux et laisse son équipe en infériorité numérique pour la fin de match. Cela permet ainsi aux Free State Cheetahs de revenir dans le match et passer devant au score, puis de s'imposer 20 à 18,.
Les Golden Lions doivent ensuite attendre jusqu'en 2011 avant de retrouver la finale de la Currie Cup. Entraînée par les néo-zélandais John Mitchell, l'équipe domine les Natal Sharks de Frédéric Michalak durant toute la rencontre. Le demi d'ouverture Elton Jantjies se distingue particulièrement en inscrivant 24 points au pied durant la rencontre, ce qui lui vaut le titre d'homme du match. Les Golden Lions l'emportent ainsi 42 à 16 et remportent cette compétition pour la première fois depuis 1999, soit douze ans. Cette victoire est considérée comme l'une des plus marquantes de l'histoire récente de la Currie Cup, avec un écart de 26 points, le plus important depuis 1980 . Elle symbolise aussi le retour au sommet du rugby sud-africain pour les Golden Lions,.
Deux ans plus tard, en 2013, les Golden Lions s'imposent en finale de la Vodacom Cup contre les Pumas et gagnent leur cinquième titre dans la compétition, neuf ans après leur dernier en 2004. Ils deviennent ainsi l'équipe la plus titrée de la compétition.
Durant l'année 2014, les Golden Lions se qualifient de nouveau en finale de la Vodacom Cup. Ils ne remportent pas la coupe une seconde fois d'affilée puisqu'ils sont battus 30 à 6 par les Griquas. Quelques mois plus tard, les Golden Lions ont l'occasion de ne pas terminer la saison sans trophée lorsqu'ils se qualifient en finale de la Currie Cup où ils doivent battre la Western Province. La rencontre est très serrée, mais le jeu au pied de l'ouvreur adverse, Demetri Catrakilis, fait la différence avec 14 points inscrits, ce qui est déterminant et donne la victoire à la Western Province. Elle s'impose 19 à 16. L'année suivante, les Golden Lions obtiennent l'occasion de prendre leur revanche de l'année précédente, puisqu'ils se retrouvent de nouveau en finale face à la Western Province, à Johannesbourg. L'équipe locale prend rapidement l'avantage avec deux essais en première mi-temps, inscrits par le capitaine Warren Whiteley et le demi de mêlée Ross Cronjé, tous deux transformés par Marnitz Boshoff, portant le score à 14-0. Malgré une réaction adverse, les Golden Lions arrivent à conserver leur avantage et s'imposent 32 à 24. Cette victoire marque le onzième titre de Currie Cup pour les Golden Lions et leur premier depuis 2011. Ils deviennent également la première équipe, depuis les Natal Sharks en 1996, à remporter la compétition avec un parcours invaincu,.
En fin d'année 2017, l'ancien joueur emblématique des Springboks Victor Matfield devient l'entraîneur des avants des Golden Lions, remplaçant Johan Ackermann. Puis, l'année d'après, Kevin de Klerk, président de la province depuis 2009 décide de céder sa place. Neville Jardine est alors élu et devient le nouveau président des Golden Lions.
En 2019, les Golden Lions sont battus en finale de la Currie Cup par les Free State Cheetahs. En 2024, il perdent une nouvelle finale dans la compétition, cette fois contre les Natal Sharks, qui s'imposent 16 à 14 dans une rencontre serrée, grâce à une pénalité de 60 mètres marquée par Jordan Hendrikse,.

## Stade
Le Transvaal, ancien nom des Golden Lions, joue au Wanderers Stadium (en). Au mois d'avril 1927, la Transvaal Rugby Football Union entre en négociations avec JD Ellis, un conseiller municipal de Johannesbourg, afin d'acquérir un peu plus de 5 hectares de terrain à Doornfontein. Cette proposition est acceptée et la construction du Ellis Park Stadium commence. L'année suivante est joué le premier match à domicile du Transvaal dans ce stade.
En 1980 et 1981, l'Ellis Park Stadium connaît des travaux d'agrandissement afin d'augmenter sa capacité à 62 500 places. Le Transvaal retourne alors jouer temporairement dans son ancien stade, le Wanderers Sadium, durant les travaux,.
À partir de 1998, l'Ellis Park Stadium accueille aussi la franchise des Lions, qui participe au Super Rugby, puis au United Rugby Championship.
Durant les années 2020, malgré son importance dans l'histoire du rugby sud-africain, le stade fait face à une baisse significative de fréquentation, en grande partie due à son emplacement dans le quartier de Doornfontein, perçu comme dangereux et en déclin. Lors d'un match de Challenge Cup 2023-2024 contre les Newcastle Falcons, seulement 2 500 spectateurs sont présents, un chiffre extrêmement faible pour un stade de 62 500 places. Face à cette situation, un déménagement des équipes résidentes est évoqué.

## Identité visuelle
Les couleurs des Golden Lions sont : rouge, blanc, noir et or. Toutefois, elles n’ont pas toujours été les couleurs officielles de l'équipe.
À l’origine, la province du Transvaal utilisait des maillots bleu foncé et blanc, des shorts bleus et des chaussettes bleu et blanc. On ne sait pas exactement quand il a été décidé de passer à un maillot blanc avec une bande rouge, accompagné de shorts et chaussettes noirs. Cependant, une légende suggère que l'équipe aurait adopté la tenue de l'équipe de Kilmarnock, c'est-à-dire un haut blanc avec bande rouge, car un membre de Kilmarnock, Alex Frew, les a mené à la victoire contre les Lions britanniques durant leur tournée en 1903. Ces couleurs sont toujours utilisées aujourd’hui.

## Palmarès

### Détail du palmarès
Le tableau suivant récapitule le palmarès des Golden Lions dans les diverses compétitions auxquelles ils ont participé.
| Compétitions nationales | Compétitions internationales                           |
| --- | ------------------------------------------------------ |
| Currie Cup - Vainqueur (11) : 1922, 1939, 1950, 1952, 1971, 1972, 1993, 1994, 1999, 2011, 2015 - Finaliste (13) : 1947, 1968, 1974, 1986, 1987, 1991, 1992, 1996, 2002, 2007, 2014, 2019, 2024 Vodacom Cup - Vainqueur (5) : 1999, 2002, 2003, 2004, 2013 - Finaliste (2) : 1998, 2014 Lion Cup - Vainqueur (5) : 1986, 1987, 1992, 1993, 1994 | Super 10 - Vainqueur (1) : 1993 - Finaliste (1) : 1995 |

### Finales disputées
| Date de la finale | Vainqueur           | Score       | Finaliste          | Lieu de la finale                |
| ----------------- | ------------------- | ----------- | ------------------ | -------------------------------- |
| 1922              | Transvaal           | Championnat | Championnat        | Championnat                      |
| 1939              | Transvaal           | 17 - 6      | Western Province   | Newlands, Le Cap                 |
| 1947              | Western Province    | 16 - 12     | Transvaal          | Newlands, Le Cap                 |
| 1950              | Transvaal           | 22 - 11     | Western Province   | Ellis Park, Johannesburg         |
| 1952              | Transvaal           | 11 - 9      | Boland             | Boland Stadium, Wellington       |
| 1968              | Northern Transvaal  | 16 - 3      | Transvaal          | Loftus Versfeld, Pretoria        |
| 1971              | Transvaal           | 14 - 14     | Northern Transvaal | Ellis Park, Johannesburg         |
| 1972              | Transvaal           | 25 - 19     | Falcons            | Pam Brink Stadium, Springs       |
| 1974              | Northern Transvaal  | 17 - 15     | Transvaal          | Loftus Versfeld, Pretoria        |
| 1986              | Western Province    | 22 - 9      | Transvaal          | Newlands, Le Cap                 |
| 1987              | Northern Transvaal  | 24 - 18     | Transvaal          | Ellis Park, Johannesburg         |
| 1991              | Blue Bulls          | 27 - 15     | Transvaal          | Loftus Versfeld, Pretoria        |
| 1992              | Natal Sharks        | 14 - 13     | Transvaal          | Ellis Park, Johannesburg         |
| 1993              | Lions               | 21 - 15     | Natal Sharks       | Kings Park, Durban               |
| 1994              | Lions               | 56 - 35     | Orange Free State  | Springbok Park, Bloemfontein     |
| 1996              | Natal Sharks        | 33 - 15     | Lions              | Ellis Park, Johannesburg         |
| 1999              | Golden Lions        | 32 - 9      | Natal Sharks       | Kings Park, Durban               |
| 2002              | Blue Bulls          | 31 - 7      | Golden Lions       | Ellis Park, Johannesburg         |
| 2007              | Free State Cheetahs | 20 - 18     | Golden Lions       | Free State Stadium, Bloemfontein |
| 2011              | Golden Lions        | 42 - 16     | Natal Sharks       | Ellis Park Stadium, Johannesburg |
| 2014              | Western Province    | 42 - 16     | Golden Lions       | Newlands Stadium, Le Cap         |
| 2015              | Golden Lions        | 32 - 24     | Western Province   | Ellis Park Stadium, Johannesburg |
| 2019              | Free State Cheetahs | 31 - 28     | Golden Lions       | Free State Stadium, Bloemfontein |
| 2024              | Natal Sharks        | 16 - 14     | Golden Lions       | Free State Stadium, Bloemfontein |

| Date de la finale | Vainqueur       | Score   | Finaliste       | Lieu de la finale                 |
| ----------------- | --------------- | ------- | --------------- | --------------------------------- |
| 1998              | Griqualand West | 57 - 0  | Golden Lions XV | Griqua Park, Kimberley            |
| 1999              | Golden Lions XV | 73 - 7  | Griqualand West | Ellis Park Stadium, Johannesburg  |
| 2002              | Golden Lions XV | 54 - 38 | Blue Bulls      | Ellis Park Stadium, Johannesburg  |
| 2003              | Golden Lions XV | 26 - 17 | Blue Bulls      | Loftus Versfeld Stadium, Pretoria |
| 2004              | Golden Lions XV | 35 - 16 | Blue Bulls      | Ellis Park Stadium, Johannesburg  |
| 2013              | Golden Lions XV | 42 - 28 | Pumas           | Stade Mbombela, Neslpruit         |
| 2014              | Griquas         | 30 - 6  | Golden Lions XV | Griqua Park, Kimberley            |

| Date de la finale | Vainqueur  | Score   | Finaliste        | Lieu de la finale                |
| ----------------- | ---------- | ------- | ---------------- | -------------------------------- |
| 1993              | Lions      | 20 - 17 | Auckland         | Ellis Park Stadium, Johannesburg |
| 1995              | Queensland | 30 - 16 | Western Province | Ellis Park Stadium, Johannesburg |

## Effectif
L'effectif des Golden Lions pour la Currie Cup 2024 est le suivant :
| Talonneurs - Morné Brandon - Jacque-Louis du Toit - Jacobus Visagie Piliers - SJ Kotze - Sivu Mabece - Morgan Naudé - Heiko Pohlmann - RF Schoeman - Conraad van Vuuren Deuxième lignes - Darrien Landsberg - Etienne Oosthuizen - Lucas Ribbens - Raynard Roets - Ruben Schoeman - Ruan Venter - Tiaan Wessels | Troisième lignes - Jarod Cairns - Renzo du Plessis - Izan Esterhuizen - Sibabalo Qoma - Ruhan Straeuli Demis de mêlée - Layton Horn - Nico Steyn - Morné van den Berg Demis d'ouverture - Sam Francis - Gianni Lombard - Bronson Mills - Kade Wolhuter | Centres - Zander du Plessis - Rynhardt Jonker - Mannie Rass Ailiers - Boldwin Hansen - Rabz Maxwane - Kelly Mpeku - Edwill van der Merwe Arrières - Quan Horn - Tapiwa Mafura |
| | | |
| indique le capitaine, Gras indique que le joueur est international | | |